# Mörktjärnen (Kvistbro socken, Närke)
Mörktjärnen är en sjö i Lekebergs kommun i Närke och ingår i Norrströms huvudavrinningsområde.